# Боббі Кемпбелл (англійський футболіст)
Боббі Кемпбелл (англ. Robert Campbell, 23 квітня 1937, Ліверпуль — 6 листопада 2015) — англійський футболіст, що грав на позиції захисника. По завершенні ігрової кар'єри — тренер.

## Ігрова кар'єра
У дорослому футболі дебютував 1958 року виступами за команду клубу «Ліверпуль», в якій провів три сезони, взявши участь у 24 матчах чемпіонату. Виступаючи за «червоних» він також викликався у юнацькі збірні Англії різних віків.
1961 року Кемпбелл перейшов у «Портсмут» і відіграв за клуб з Портсмута наступні п'ять сезонів своєї ігрової кар'єри.
Завершив професійну ігрову кар'єру у клубі «Олдершот», за який виступав протягом 1966—1967 років.

## Кар'єра тренера
Після травми в 1966 році закінчив свою кар'єру гравця і перейшов на тренерську роботу спочатку в «Портсмуті», а потім, з великим успіхом, в «Квінз Парк Рейнджерс». Він відправився на роботу в «Арсенал», де працював першим тренером під керівництвом головного тренера Берті Мі, після відставки Стіва Бертеншо і його подальшого переходу в «Шеффілд Венсдей» в 1973 році.
Перший досвід роботи головним тренером він отримав в «Фулгемі» в 1976 році, після того, як був звільнений колишній бос Алек Сток. Після чотирьох посередніх років, де його головним досягненням став 1 мільйон фунтів стерлінгів прибутку, він був звільнений після невдалого старту сезону 1980/81. 1982 року перейшов в «Портсмут», який він привів до чемпіонства в Третьому дивізіоні 1982/83. Однак він був звільнений у травні 1984 року.
Наприкінці сезону 1987/88 Кемпбелл був призначений помічником менеджера Джона Голлінза у «Челсі», коли команда була в розпалі битви за збереження прописки в Першому дивізіоні. Через місяць Голлінза звільнили, і Кемпбелл став виконуючим обов'язки тренера до кінця сезону. Кемпбелл не зміг допомогти клубу зберегти місце в лізі у восьми матчах, які залишилися в тому сезоні, і «Челсі» вилетів.
Однак він виправдав довіру в наступному сезоні, коли «Челсі» під його керівництвом став переможцем Другого дивізіону, набравши 99 очок. Ще через рік він привів «Челсі» до п'ятого місця в Першому дивізіоні, що стало найкращим результатом клубу з 1970 року. Він був звільнений від своїх обов'язків тренера 1991 року після завершення сезону на 11-му місці і призначений особистим помічником президента «Челсі» Кена Бейтса у 1991 році.
Пізніше відправився до Кувейту, щоб працювати тренером там. Останнім місцем тренерської роботи був еміратський клуб «Аль-Арабі», головним тренером команди якого Боббі Кемпбелл був з 1993 по 1994 рік.
Помер 6 листопада 2015 року на 79-му році життя.

## Титули і досягнення

### Як тренера
- Чемпіон Другого дивізіону (1): 1988/89
- Володар Кубка повноправних членів (1): 1990